# Dom Um Romão
Dom Um Romão (Rio de Janeiro, 4 augustus 1924 – aldaar,  24 juli 2005) was een Braziliaans percussionist en drummer. Hij verwierf onder andere bekendheid als percussionist bij de jazzrock-formatie Weather Report.